# Sailor Moon (videojuego de 1993)
Sailor Moon (美少女戦士セーラームーン Bishoujo Senshi Sailor Moon?) es un videojuego de tipo Yo contra el barrio desarrollado por Angel en 1993 y publicado para Super Nintendo y Sega Genesis. La versión para SNES fue traducida al francés en 1994. Es el único juego de la franquicia Sailor Moon para SNES que fue lanzado en Occidente. La versión para Sega Megadrive fue desarrollada y distribuida por Arc System Works y Ma-Ba, a pesar de que fueron reciclados ciertos elementos de la versión para Super Famicom.

## Jugabilidad
El juego está basado en la primera temporada de Sailor Moon y el jugador controla a una o dos de las cinco heroínas (Guardian Senshi). Cada una de ellas tiene ciertas secuencias de golpes, tres ataques aéreos (neutral, moviéndose hacia adelente/atrás, hacia abajo) y un proyectil especial que se carga.
El juego está dividido en cinco niveles.
- Quartier latin (Barrio latino) (jefe: Bakene)
- Parc d'attractions (Parque de diversiones) (jefe: Muurido)
- Usine secréte (Fábrica secreta) (jefe: Zoisite disfrasado como Sailor Moon)
- Millénaire d'argent (Polo norte) (jefe: Kunzite)
- Royaume des ombres (Reino de las sombras) (jefes: el príncipe Endymion y la Reina Beryl)

NOTA: Si el juego es jugado en modo fácil, sólo los dos primeros niveles son jugables y el final sólo muestra una imagen estática de las Inner Senshi con Usagi como la Princesa Serenity tomada de la escena final, aunque la música no se reproduce en este punto.

## Personajes
Las cinco heroínas son:
- Sailor Moon alias Usagi Tsukino; su ataque especial es Moon Tiara Action.
- Sailor Mercury alias Ami Mizuno; su ataque especial es Shabon Spray (Shabon viene de Sabão, la palabra portuguesa para sopa). Es más rápida que las otras Senshi pero tiene un ataque de menor alcance. Tiene un movimiento que le permite golpear a los enemigos que se encuentran en el suelo haciendo que el nivel tiemble.
- Sailor Mars alias Rei Hino; su ataque por defecto son las patadas, que son más fuertes que los golpes. Su ataque especial es Fire Soul. Puede usar talismanes.
- Sailor Jupiter alias Makoto Kino; su ataque especial es Supreme Thunder. Es más fuerte que cualquier otra Senshi y es la única que golpea a los enemigos con un puño, no se voltea cuando salta y es la segunda Senshi que golpea a los enemigos del suelo haciendo que el suelo se mueva rápidamente.
- Sailor Venus alias Minako Aino; es la única Senshi que usa un arma (una cadena) en batalla, su ataque especial es Crescent Beam. Es la Senshi más difícil de controlar, pero su cadena tiene un mayor alcance que las otras Senshi, que están desarmadas.

La mayoría de los enemigos son youma del Dark Kingdom que aparecieron en el anime, pero si aparece más de un enemigo del mismo tipo al mismo tiempo, los otros tienen colores diferentes (una práctica común en los juegos para consola):
- Akan
- Gensen
- Jumeau
- Jijii
- Poupée de chiffon (único del juego)
- Clown (único del juego)
- Femme magicienne (mujer maga) (único del juego)